# 布鲁诺·西利奇
布鲁诺·西利奇（1958年12月1日—2004年1月18日），克罗地亚水球运动员、教练。他曾带领克罗地亚国家队参加1996年夏季奥林匹克运动会水球比赛，结果队伍获得银牌。